# Deformació per fluència lenta
|  | Per a altres significats, vegeu «Creep». |

Es denomina deformació per fluència lenta  (en anglès, creep) l'increment de deformació que pateix un material quan li és aplicat un esforç constant σ0. L'esforç constant és aplicat en un temps t = 0, provocant deformacions lentes o retardades ε0. Aquest fenomen es presenta en materials viscoelàstics, com els polímers, i resulta de molta importància en el formigó pretesat. En funció de la tensió, la deformació pot ser descrita com:

{\displaystyle \epsilon (t)=\epsilon _{0}\,(t,\sigma _{0})\Psi (t,\sigma _{0})t/[\eta (\sigma _{0})]\sigma _{0}}

Si s'apliquen càrregues petites dins del rang elàstic, a un material metàl·lic, a altes temperatures i durant un temps prolongat, s'observarà que la deformació no desapareix completament en retirar la càrrega. Persisteix una petita deformació que no és conseqüència d'un allargament dels grans, sinó d'un lleuger desplaçament d'alguns grans respecte d'altres. A aquest fenomen se l'anomena "fluència viscosa o Creep".